# Надка Караджова
Надка Иванова Караджова е българска народна певица, сопран, изпълнителка на песенен фолклор от Пазарджишкия край.

## Биография
Родена е на 14 март 1937 г. в тогавашното пазарджишко село Триводици (днес Пловдивско, община Стамболийски). Потомка е на стар музикален род, в който всички пеят народна музика. На 15-годишна възраст, на фестивал на художествената самодейност в Пловдив, тя е забелязана от композитора Филип Кутев. През 1953 г., едва 16-годишна, Надка Караджова става част от Държавния ансамбъл „Филип Кутев“ с диригент Филип Кутев, в който пее в продължение на 40 години и концертира в Европа, Азия и Америка. Следват участия в хоровете „Космически гласове“ и „Големите гласове на България“. През 1991 г. заедно с дъщеря си Светла и певиците Лиляна Галевска и Стоянка Лалова (всички те солистки на Държавния ансамбъл) основава квартет „Славей“, с който има множество концерти в България и по света. След смъртта на Стоянка Лалова, алтовата партия в квартета пее Марияна Павлова, а понастоящем – Ваня Вакари.
Успоредно с хоровия репертоар, певицата записва над 300 солови народни песни за фонда на Българското национално радио, издава 27 албума и участва в много филми, заснети от Българската национална телевизия. Изнесла над 13500 концерта.
През 2009 година Надка Караджова участва в записите на издадения от БНР диск с изпълнения на български народни певци, Теодосий Спасов и оркестъра за народна музика на радиото, в голямата Мадарска пещера. Дискът е в два варианта – аудио и видео и се нарича „Магията на Мадара“. Той е уникален не само заради акустиката на природната забележителност, където са осъществени записите, но и заради участието на едни от най-големите певци и певици на България, събрани именно там за запис.
Последната телевизионна поява на певицата е в предаването „Комиците“, на 31 декември 2010 г., 4 дни преди смъртта ѝ.
Умира внезапно на 3 януари 2011 г. в София, като причина се посочва силна сърдечна криза.
С уникалния си глас и умението да пее в ансамбъл Надка Караджова има изключителен принос за успехите на хоровете „Космически гласове“ и „Големите български гласове“, на които е била солистка.
Известни песни от репертоара на Надка Караджова са „Планино, Стара планино“, „Пиленце пее, говори“, „Драгана и славеят“ и др.
В нейна памет се провежда Националния фолклорен конкурс "Пиленце пее".

## Дискография

### Самостоятелни албуми
| Година | Албум                                           | Вид | Издател        | Каталожен номер |
| ------ | ----------------------------------------------- | --- | -------------- | --------------- |
| 1967   | „Надка Караджова“                               | ЕP  | Балкантон      | ВНМ 5791        |
| 1968   | „Пее Надка Караджова“                           | ЕP  | Балкантон      | ВНМ 5980        |
| 1968   | „Жъни, наваляй, невясто“                        | SP  | Балкантон      | ВНВ 10194       |
| 1970   | „Пазарджишки народни песни“                     | LP  | Балкантон      | ВНА 1167        |
| 1975   | „Надка Караджова“/ „Крум Янков“                 | LP  | Балкантон      | ВНА 1823        |
| 1982   | „Nadka Karadjova“ – издадена във Великобритания | SP  | F.M.S. Records | FMSS 1          |
| 1984   | „Надка Караджова“                               | LP  | Балкантон      | ВНА 11340       |
| 1990   | „Надка Караджова“                               | LP  | Балкантон      | ВНА 12625       |
| 1993   | „Nadka Karadjova“                               | MC  | Балкантон      | ВНМС 7629       |
| 1996   | „World-famous voices“                           | CD  | Балкантон      | 060148          |
| 2012   | „Bulgarian Folk Songs, vol. 3“                  | CD  | Балкантон      |                 |

### Албуми с квартет „Славей“
| Година | Албум                                      | Вид | Издател           | Каталожен номер |
| ------ | ------------------------------------------ | --- | ----------------- | --------------- |
|        | „World-Famous Voices“                      | MC  | Балкантон         | ВНМС 7701       |
|        | „Bulgarian Folk Music“                     | CD  | Балкантон         | 060143          |
| 1994   | „Quartette Slavey. Bulgarian polyphony IV“ | CD  | JVC               | VIKG-5344       |
| 2003   | „Славей ми пее...“                         | CD  | Вирджиния Рекърдс | VR 200302-2     |
| 2006   | „15 години квартет Славей“                 | CD  | самоиздат         |                 |
| 2016   | „25 години квартет Славей“                 | CD  | BG music company  |                 |
| 2019   | „Златни празнични песни и хора“            | CD  | BG music company  |                 |

## Личен живот
Надка Карджова е била омъжена за акордеониста Стефан Костов (1937 – 2015). Двамата имат дъщеря – народната певица Светла Караджова (р. 1956). Стефан Костов умира 4 години след смъртта на жена си и ден преди рождения ѝ ден – на 13 март 2015 г.

## Награди и отличия
През 1978 г. песента „Заблеяло ми агънце“, в нейно изпълнение, печели наградата на радиоконкурса „Би Би Си-2“. В Англия е издадена плоча, озаглавена „Блеещите балкански агънца“. В Япония, където прави голям фурор, са издадени дискове с изпълнения на ансамбъл „Филип Кутев“, Надка Караджова, квартет „Славей“ и сестри Бисерови от поредицата „Българското многогласие“. Песента ѝ „Пиленце пее“ е включена в японските учебници по музика.
Надка Караджова е носителка на отличията „Заслужил“ и „Народен“ артист. Удостоена е с множество престижни награди и отличия, като: „Златен медал“ от Младежки фестивал във Варшава, 1955 г., Орден „Кирил и Методий“, орден „Народна република България“, орден „Стара планина“, призовете „Братислава“, „Златно перо“ и приз „Нестинарка“ от Международния фолклорен фестивал в Бургас.
През 1994 г. името ѝ е включено в Световната енциклопедия по музика, издадена в Лондон.

## Памет
В нейна памет БНТ заснема документалния филм „Славеите на Надка Караджова“.
През март 2011 г. „Славей“ се преименува на квартет „Надка Караджова“.
„Български пощи“ пуска пощенска марка „75 години от рождението на Надка Караджова“ с тираж 2972 бр.